# Emilio Alarcos Llorach
Emilio Alarcos Llorach (Salamanca, 22 de abril de 1922-Oviedo, 26 de enero de 1998) fue un filólogo y lingüista español, catedrático emérito de la Universidad de Oviedo y miembro de la Real Academia Española y de la Academia de la Lengua Asturiana. Fue el introductor en España de las corrientes del estructuralismo y del funcionalismo de la Lingüística europea.

## Biografía
Emilio Alarcos Llorach fue hijo del también catedrático de Filología de la Universidad de Valladolid Emilio Alarcos García (1895-1986), académico correspondiente de la RAE. Inició sus estudios universitarios en Valladolid, ciudad donde su padre ejercía el magisterio; los continuó en Madrid, donde tuvo como maestro a Dámaso Alonso y por cuya universidad se doctoró en Filología Románica en 1947. Catedrático de instituto en Avilés desde 1944, su estancia como lector de español en Berna y Basilea (1946-1947) fue decisiva para su formación como lingüista, pues le permitió entrar en contacto directo con corrientes científicas que apenas habían tenido eco en España, y que él contribuiría de manera decisiva a difundir en su patria.
Tras otro breve período como catedrático de instituto en Cabra (Córdoba) y Logroño, obtiene en 1950 la cátedra de Gramática Histórica de la Lengua Española en la Universidad de Oviedo. De su prolífico trabajo en esta universidad dan testimonio sus numerosos discípulos, así como una revista que él levantó a pulso, Archivum, imprescindible en los estudios hispánicos.

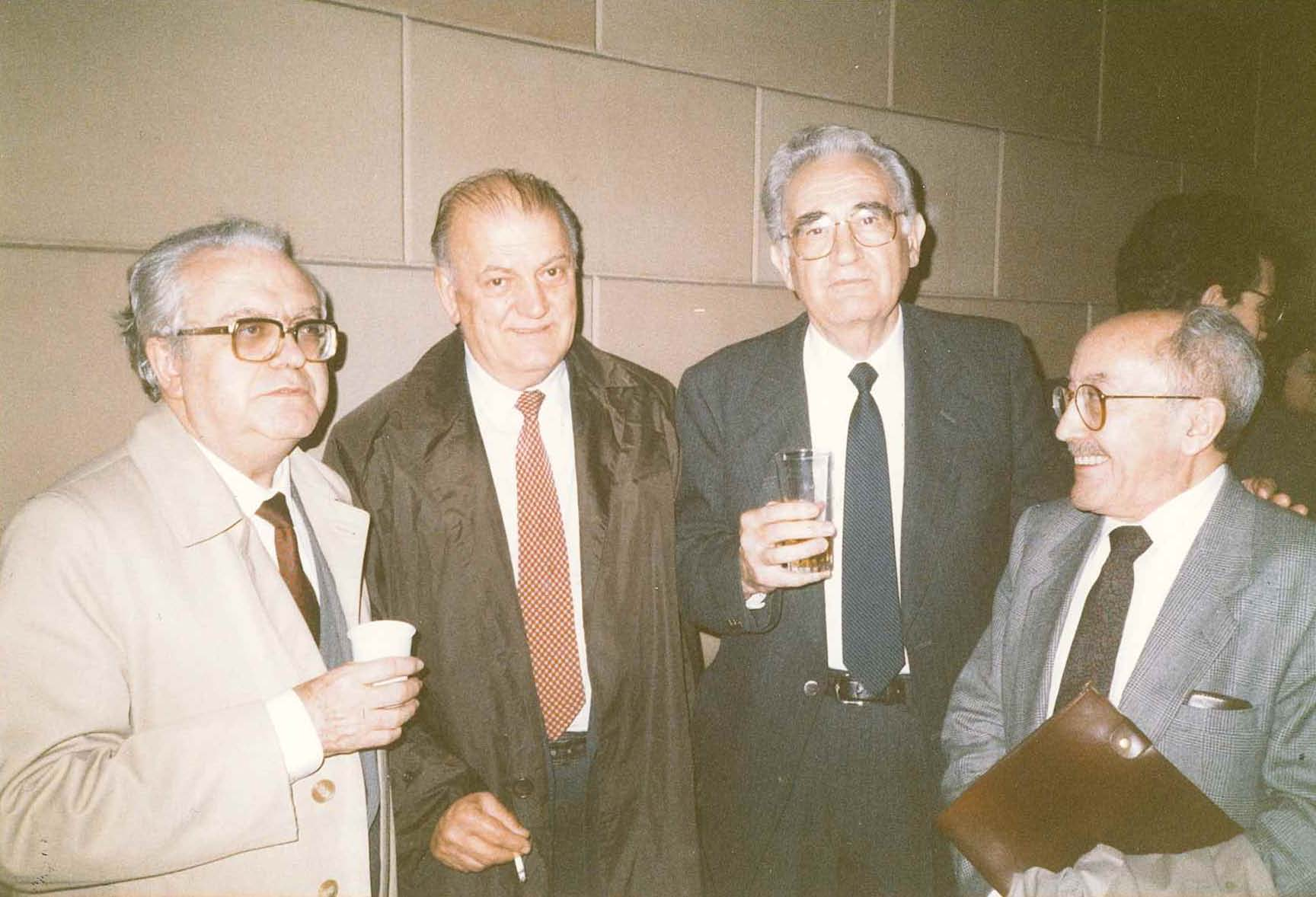
De izquierda a derecha, los filólogos Gregorio Salvador, Eugenio Coseriu, Francisco Marsá y Emilio Alarcos en la Universidad de Barcelona, marzo de 1989.

Fue elegido para el sillón B de la Real Academia Española en 1972, aunque su ingreso efectivo en la corporación se produjo un año más tarde. Elegido el 9 de noviembre de 1972, tomó posesión del cargo el 25 de noviembre de 1973 con un discurso titulado Anatomía de «La lucha por la vida». Le respondió, en nombre de la corporación, Alonso Zamora Vicente. Su candidatura a la RAE fue propuesta por Samuel Gili Gaya, Antonio Tovar, y Manuel Halcón (estos dos últimos estuvieron en sus inicios próximos a Ramón Serrano Suñer igual que Dionisio Ridruejo). Además, Emilio Alarcos también fue miembro fundador y de honor de la Academia de la Lengua Asturiana. Da nombre a un instituto de enseñanza secundaria en el barrio de Moreda (Gijón), el "IES Emilio Alarcos", y a un premio de Poesía. Asimismo, cabe mencionar el busto que los vecinos de Gijón erigieron en su honor en el año 2002 ya que siempre mantuvo una estrecha relación con esta villa asturiana. Localidades como Oviedo, La Felguera, Arroyo de la Encomienda o Salamanca tienen a su vez calles dedicadas a la memoria de Emilio Alarcos.
Entre sus discípulos más aventajados cabe destacar a Salvador Gutiérrez Ordóñez, catedrático de Lingüística General de la Universidad de León y académico de la Real Academia Española, continuador, dentro del enfoque metodológico del funcionalismo lingüístico, de la obra alarquiana. Además, Salvador Gutiérrez dirige la Escuela de Gramática 'Emilio Alarcos' en la Universidad Internacional Menéndez Pelayo de Santander (UIMP). 
A pesar de su natural inclinación, de una sólida formación y de una sensibilidad literaria, Alarcos mostró muy pronto una potente atracción por los problemas gramaticales. Tras su muerte, se descubrieron algunos poemas propios, recogidos en una antología llamada 'Mester de poesía'.

## Contribuciones a la lingüística
Dentro de los fundamentos de Sintaxis cabe recordar los criterios formales más importantes para la determinación de funciones según el pensamiento alarquiano: concordancia (en diferentes modalidades); conmutación por átonos pronominales; conmutación por tónicos pronominales; conmutación por cero; coordinación; coexistencia o coaparición; permutación; orden, posición; distribución e índices funcionales. También son de obligada mención sus tesis como la diferencia de las magnitudes 'enunciado / oración', la existencia de 'enunciados sin verbo' o el verbo como núcleo oracional incluso en la denominadas oraciones copulativas ya que todas estas novedades hicieron removerse en sus asientos a los gramáticos escolares. Suyas son nuevas denominaciones: implemento, complemento, suplemento y aditamento manteniéndose la de sujeto, a pesar de que el proceso de identificación que propuso se alejara de criterios semánticos e informativos. Asimismo fue Alarcos quien desgajó del viejo tronco de los complementos circunstanciales una función preposicional que mostraba una intensa proximidad al núcleo verbal: el suplemento. Le retira también la caracterización tradicional de predicado y núcleo al atributo y desgaja y caracteriza el atributo del implemento en el que incluye, además, las antiguas oraciones de infinitivo del tipo: 'Dejó morir al bandido'. En 1969 descubre y delimita una función periférica, más externa aún que la del aditamento (complemento circunstancial), que modifica a toda la oración: los atributos oracionales, sentando así las bases de las investigaciones sobre las funciones periféricas de la oración. Otros fenómenos como la 'transposición', sus minuciosos y pioneros análisis sobre partículas polifuncionales como /que/ y /se/, sus trabajos sobre las categorías (desde los verboides o formas no personales del verbo hasta el replanteamiento de las clases de artículos) o sus estudios sobre pasividad y atribución son solo una pequeña muestra del inmenso legado que dejó Emilio Alarcos Llorach a lo largo de su prolífica y fecunda vida.
Según, entre muchos otros, Juan Luis Cebrián, "la lingüística española le debe mucho, pero más le deben aún los ambientes culturales de todo tipo que él cultivó. Jamás se apeó del sentido crítico que su condición de intelectual le exigía a cada paso. Fue terco en su independencia, y la elegancia de sus formas nunca empañó la claridad de sus expresiones". El propio Alarcos recordaría con socarronería su "fama de rojillo" como motivo del apartamiento de los tribunales hasta 1966, al igual que el profesor Manuel Muñoz Cortés recordaría el destierro de Rafael Lapesa. Sirva de muestra su valentía -netamente alarquiana- en tiempos aciagos y de delación, por ejemplo, cuando cierto lúgubre y terrible catedrático del Opus Dei truena en 1956 contra los "pocos cobardes" que se entusiasman con Blas de Otero, César Vallejo o Pablo Neruda, "a los que conviene sacar de su madriguera de una vez", y todo porque Emilio Alarcos -liberal con fama de anticlerical, escorado muchas veces a babor como él mismo decía- inauguró ese curso académico con un discurso sobre la poesía de Otero. igual que tiempo después habría de hacer frente al nacionalismo aldeano, pedestre y con mentalidad de campanario que nunca toleraría la independencia de uno de los mayores sabios del idioma que, desde el eclecticismo escéptico y la erudición barnizada de humildad, siempre estuvo del lado de la libertad y del rigor científico y lingüístico. En palabras de Salvador Gutiérrez Ordóñez, fue «sabio, exacto, claro, perfecto y liberal hasta los tuétanos». Entre sus muchos "escritos de convivencia" (prólogos, discursos, pregones, artículos...) hubo un prólogo realizado para una biografía del político socialista Indalecio Prieto, no obstante, Alarcos siempre mostró predilección por el progresismo regeneracionista de José Canalejas cuyo pensamiento social bebía del krausismo.
Salvador López Arnal cuenta la anécdota de la carta de presentación que Alarcos le dio al escritor y novelista comunista Luis Landínez, quien durante un tiempo se dedicó a vender libros en Barcelona, dirigida a Ricardo Gullón, abogado, escritor, crítico literario e hijo del que fuera presidente de la Diputación de León, el también abogado astorgano de ideas liberales y progresistas Germán Gullón Núñez y en cuya corporación fue diputado provincial por Sahagún el matemático José del Corral y Herrero. La obra de Luis Landínez sería estudiada y revalorizada por personalidades como Francisco Ynduráin o Ricardo Senabre, este último reconocido crítico literario y experto en la obra de Ortega y Gasset que situó precisamente la Gramática de la lengua española de Emilio Alarcos como uno de los mejores libros del 1994.
Asimismo fue Alarcos el único que en Oviedo salió en defensa del célebre filósofo anarquista de la CNT José Luis García Rúa cuando este fue expulsado del claustro de la Universidad de Oviedo por las maquinaciones y denodado esfuerzo que puso en su destierro el que fuera comisario de la Brigada Político-Social, Claudio Ramos.
El escritor, periodista y cineasta chileno Luis Sepúlveda, ganador del Premio Tigre Juan de Oviedo en 1988, llegaría a considerar a Emilio Alarcos como “el más generoso de los eruditos” además de comentar sobre él “que tenía el humor como gran angular de su filosofía”.

## Estructuralismo
Emilio Alarcos contribuyó decisivamente a la introducción y difusión en España de las teorías lingüísticas de diversas escuelas del estructuralismo europeo: primero fue el Círculo Lingüístico de Praga con la Fonología española (1950); después, la Glosemática de Copenhague con una Gramática estructural (1951); y finalmente el funcionalismo martinetiano con sus imprescindibles Estudios de gramática funcional del español (1970) en relación con otros funcionalistas españoles como Vidal Lamíquiz. La culminación de sus estudios gramaticales llegó con la publicación de su Gramática de la lengua española (1994). Su perspectiva de análisis del lenguaje, aun partiendo de las aportaciones de Ferdinand de Saussure, tiene como referentes principales a sus tres grandes maestros: Louis Hjemslev, André Martinet y Roman Jakobson (este último ligado asimismo al príncipe Nikolái Trubetskói).

<Comencé a trabajar en el proyecto a principios de 1985. Mi propósito consistía en exponer los rasgos de la gramática del español que se descubren en los actos orales y escritos de los usuarios de la lengua en este siglo XX. Hoy día concurren normas cultas diversas en los vastos territorios donde se practica el español como lengua materna. Ya no es posible sostener, como un siglo atrás hacía Leopoldo Alas, que los peninsulares somos los amos del idioma; más bien, según propugnaba don Ramón Menéndez Pidal, debemos ser solo sus servidores. Se comprende y hasta se justifica que cada uno encuentre más eficaz y precisa la norma idiomática a cuya sombra ha nacido y se ha formado: pero ello no implica rechazo o condena de otras normas tan respetables como la propia....

Si la sabiduría popular asegura que “cada maestrillo tiene su librillo”, en ningún dominio del conocimiento se revela ese adagio con más eficacia que en el de la gramática. No cabe mínimo acuerdo teórico entre gramáticos, y por algo fueron equiparados con los fariseos hace dos mil años>
Emilio Alarcos Llorach.

Emilio Alarcos también llevó a cabo algunos estudios de crítica literaria, ocupándose, entre otros, del análisis de la poesía de Blas de Otero o de su gran amigo, el poeta ovetense Ángel González. No obstante, Alarcos prestó atención a multitud de literatos con una crítica de sublime y deliciosa prosa y prueba de ello es una recopilación de sus estudios sobre poesía española contemporánea que salió bajo los auspicios de la editorial Cátedra con el título Eternidad en vilo y que va desde Jorge Guillén a Dámaso Alonso pasando por Gerardo Diego, José Hierro o José Agustín Goytisolo, además de unos primeros capítulos más teóricos dedicados a «Fonología expresiva y poesía», «Secuencia sintáctica y secuencia rítmica» o «Poesía y estratos de la lengua». Son muchos los trabajos dispersos de Alarcos, más aún si incluimos los textos menos técnicos y más divulgativos que personalidades de la talla de Pedro Álvarez de Miranda han considerado tan necesarios como para lanzar la sugerente propuesta de que sean también reunidos en algún libro.

## Legado
Emilio Alarcos Llorach falleció en Oviedo el 26 de enero de 1998. Su viuda, la también profesora de Filología Josefina Martínez Álvarez, ha contribuido a mantener vivo su legado, junto a la Cátedra "Emilio Alarcos" de la Universidad de Oviedo o agrupaciones culturales como la fundada y presidida por su hijo, Miguel Alarcos Martínez, y luego dirigida por Miguel Ángel del Corral; contando además con la participación de ilustres personalidades como el profesor de la Universidad de Vigo Miguel Cuevas, AGEALPA (Agrupación "Emilio Alarcos: Pervivencia y Actualidad"). Asimismo, en honor de Emilio Alarcos Llorach se han establecido premios literarios como el convocado por la consejería de Cultura y Turismo del Principado de Asturias dirigido a poetas que desarrollan su obra en español, el Premio de Poesía Emilio Alarcos Llorach, y también, en este caso mediante el Centro asturiano de Oviedo, se convoca anualmente el Premio de Novela Emilio Alarcos habiendo contribuido ambos certámenes al conocimiento y difusión de nuevas promesas. A esto cabe añadir, en el terreno lingüístico, la Escuela de Gramática “Emilio Alarcos” de la Universidad Internacional Menéndez Pelayo, a cargo de Salvador Gutiérrez Ordóñez y Manuel Iglesias Bango, de la Universidad de León.
Los lingüistas que se encuentran dentro de las corrientes del funcionalismo lingüístico siguen desarrollando importantes estudios a partir de las investigaciones de Emilio Alarcos. Es el caso, por ejemplo, de Cristina García González con trabajos como Panorámica y evolución de la teoría sintáctica de Emilio Alarcos Llorach bajo el prisma de sus tres obras clave.
José Ignacio Gracia Noriega trazaría un profundo perfil biográfico y la trayectoria vital de Alarcos junto a una pequeña antología de artículos de este último en el libro Emilio Alarcos Llorach, ''Premio Provincia de Valladolid 1997''. Este mismo autor, Gracia Noriega, también escribiría el libro Alarcos en Oviedo, con prólogo de Modesto González Cobas y epílogo de Salvador Gutiérrez Ordóñez.
El 16 de enero de 2017, su hijo, Miguel Alarcos Martínez abrió el ciclo un charlas organizado por la Asociación de Amigos de Vetusta, Lancia y Pilares glosando la figura de su padre, en la que destacó su bondad “pura y dura”, su carácter “epicúreo, hedonista y vitalista” además de su talante laborioso, acostumbrado a “trabajar hasta las tantas”, pues su oficio era a la vez su pasión. Comenzó enmarcando a su padre en el retablo de "tipos excepcionales que surgen cada cien años" y no olvidó tampoco aludir a su gran sentido del humor y entrañable socarronería.
El 26 de enero de 2017, en el decimonoveno aniversario de la muerte de Alarcos, el experto latinista y medievalista Juan Gil impartió una conferencia en la Cátedra “Emilio Alarcos” donde afirmó reconocer en Alarcos a “una de las figuras capitales de la cultura española”. Eugen Coșeriu concluyó que Alarcos era, en efecto, "el más típico representante de la lingüística europea de la segunda mitad de nuestro siglo XX y, con ello, el primer representante de España en esta lingüística" y Francisco Marcos Marín lo definió como "ángel fieramente humano" en clara alusión a la obra de uno de los poetas que más profundamente estudió Alarcos, Blas de Otero, casi tanto como a su íntimo amigo, el poeta ovetense Ángel González.

## Obras
Lengua
- Investigaciones sobre El Libro de Alexandre (1948) CSIC, Instituto Miguel de Cervantes.
- Fonología española: según el método de la Escuela de Praga (1950) Gredos, Ed. Católica Toledana.
- Gramática estructural: según la escuela de Copenhague y con especial atención a la lengua española (1951, 1984, 1990) Editorial Gredos.
- Fonología española (1964, 1986, 1991) Editorial Gredos.
- Estudios de gramática funcional del español (1970, 1972, 1984) Editorial Gredos.
- El comentario de textos (1973, 1992) Castalia.
- La lingüística hoy (1976) Universidad Internacional Menéndez Pelayo.
- Milenario de la Lengua Española (1978) Confederación Española de Cajas de Ahorros.
- Comentarios lingüísticos de textos (1979) Universidad de Valladolid.
- El español, lengua milenaria (y otros escritos castellanos) (1982, 1989) Ámbito Ediciones.
- Estudios de gramática funcional del español (1982, 1987,1999) Editorial Gredos.
- Estudios de lingüística catalana (1983). Ariel.
- Las gramáticas de la Academia (1990) Consejería de Cultura de la Rioja.
- Indefinidos y numerales (1990) Consejería de Cultura de la Rioja.
- Gramática de la lengua española (1994, 1999, 2005, 2006). Espasa-Calpe.

Literatura
- Ángel González, poeta: variaciones críticas (1969). Universidad de Oviedo.
- Anatomía de "La lucha por la vida" (1973) Imprenta Grossi. (1982) Editorial Castalia.
- La poesía de Blas de Otero (1966, 1973). Anaya.
- Ensayos y estudios literarios (1976) Ediciones Júcar.
- Poema de Fernán González (1993) Editorial Castalia.
- La poesía de Ángel González (1996) Ediciones Nobel.
- Blas de Otero (1997) Ediciones Nobel.
- Notas a La Regenta y otros textos clarinianos. (2001) Con José Luis García Martín. Ediciones Nobel.
- Mester de poesía 1949-1993 (2006) Visor Libros. Recoge, de manera póstuma, la obra de creación poética del propio Alarcos.
- En todas las ocasiones: celebración y elegía (2006) Junta de Castilla y León.
- El fruto cierto: estudios sobre las odas de fray Luis de León (2006) Con Emilio Martínez Mata. Cátedra.
- Eternidad en vilo: estudios sobre poesía española contemporánea (2009) Ediciones Cátedra.

Otros
- El libro de Oviedo (1974) Ediciones Naranco.
- Cajón de sastre asturiano (1980). Ayalga.
- Asturias. Itinerario errático y parcial. Jorge Marquínez [et. al]. Lunwerg Ed., Caja Asturias (1993)